# روبرتس شتلماهرس
روبرتس شتلماهرس (باللاتفية: Roberts Štelmahers)‏ مواليد 19 نوفمبر 1974 في ريغا، الجمهورية اللاتفية السوفيتية الاشتراكية، الاتحاد السوفيتي، هو مدرب كرة سلة لاتفي ولاعب سابق. يدرب في الدوري البولندي لكرة السلة. يبلغ طوله 6 قدم 3 بوصة (1.9 م).

## المسيرة الاحترافية
لعب مع إيه إس كي ريغا في موسم 1990–1991، ثم لعب مع نادي أفتودور ساراتوف لكرة السلة في سنة 1998، ثم لعب مع نادي جلونا غورا لكرة السلة في موسم 1998–1999، ثم لعب مع نادي كارشياكا لكرة السلة في موسم 2000–2001، ثم لعب مع نادي أوليمبيا لكرة السلة من سنة 2002 إلى 2004، ثم لعب مع ليتوفوس رايتس من سنة 2004 إلى 2008.

## الإنجازات
- 1995–96 الدوري اللاتفي لكرة السلة
- 2000–01 كأس رئيس تركيا لكرة السلة
- 2003–04 الدوري السلوفيني لكرة السلة
- 2005–06 الدوري الليتواني لكرة السلة

## روابط خارجية
- روبرتس شتلماهرس على موقع الاتحاد الدولي لكرة السلة (الإنجليزية)
- روبرتس شتلماهرس على موقع الدوري الأوروبي لكرة السلة (الإنجليزية)
- روبرتس شتلماهرس على موقع كرة السلة الأوروبية.كوم (الإنجليزية)
- روبرتس شتلماهرس على موقع ريلجم (الإنجليزية)
- روبرتس شتلماهرس على موقع بروبوليرز (الإنجليزية)
- روبرتس شتلماهرس على موقع سبورتس رفرنس (الإنجليزية)